# Hans Coumans
Johannes Jozef (Hans) Coumans (Schin op Geul, 19 maart 1943 – Heumen, 16 november 1986) was een Nederlandse kunstschilder en actief in de regio Zuid-Limburg, België en Duitsland. Hij was autodidact en maakte circa 1700 werken. Hij schilderde in de impressionistische schilderstijl.

## Levensloop
Coumans groeide op in Schin op Geul. Tussen zijn 15e en 19e levensjaar ondernam hij diverse langdurige tochten door Duitsland, Oostenrijk, België, Frankrijk en Spanje. In 1961 sloot hij zich voor een half jaar aan bij het rondreizend circusgezelschap Toni Boltini, waar hij werkte als olifantendompteur.
Coumans studeerde kort aan de Stadsacademie in Maastricht en ging een korte periode in de leer bij beeldend kunstenaar Charles Eyck. Hij startte als landschapsschilder en portrettist maar de kost verdiende hij vooral met decoratieve kunst, veelal met als onderwerp het Heuvelland, in tientallen horecaondernemingen in Valkenburg aan de Geul en omstreken. Ook maakte hij (houtskool) snelportretten in de kroegen, op braderieën en bij allerlei evenementen. In 1965 verhuisde hij voor korte tijd naar Haarlem en Amsterdam, waar hij zich aansloot bij de provobeweging. Na enkele maanden keerde hij terug naar Limburg. In 1969 ging hij naar Spanje, waar hij in Benidorm, Lloret de Mar en Calella de la Costa muurtaferelen vervaardigde. Hij keerde vanwege problemen met de betalingen weer terug naar Valkenburg. Daar trouwde hij in 1970 met Christine van Kempen. Vanaf dat moment maakte hij vooral schilderijen van het Limburgse Heuvelland.
In 1976 verhuisde hij naar Nuth en in 1981 naar Bingelrade.
Coumans overleed in 1986 als gevolg van een auto-ongeluk.

## Schilderstijl
De stijl van Coumans valt onder te brengen onder het impressionisme. Tijdgenoten van Coumans werkten aan abstracte en conceptuele kunst, maar Coumans schilderde buiten de mainstream om en liet zich vooral inspireren door de natuur. Zijn oeuvre omvat thema’s als landschappen, dorpsgezichten (cultureel erfgoed), stillevens, (snel)portretten en maatschappijkritische werken.

## Exposities
- Expositie in ’t Kloeester in Schinveld, 1985
- Bloemenexpositie op Kasteel Doenrade, 1984
- Museum Land van Valkenburg, juni-augustus 2014[2]

## Schilderijen

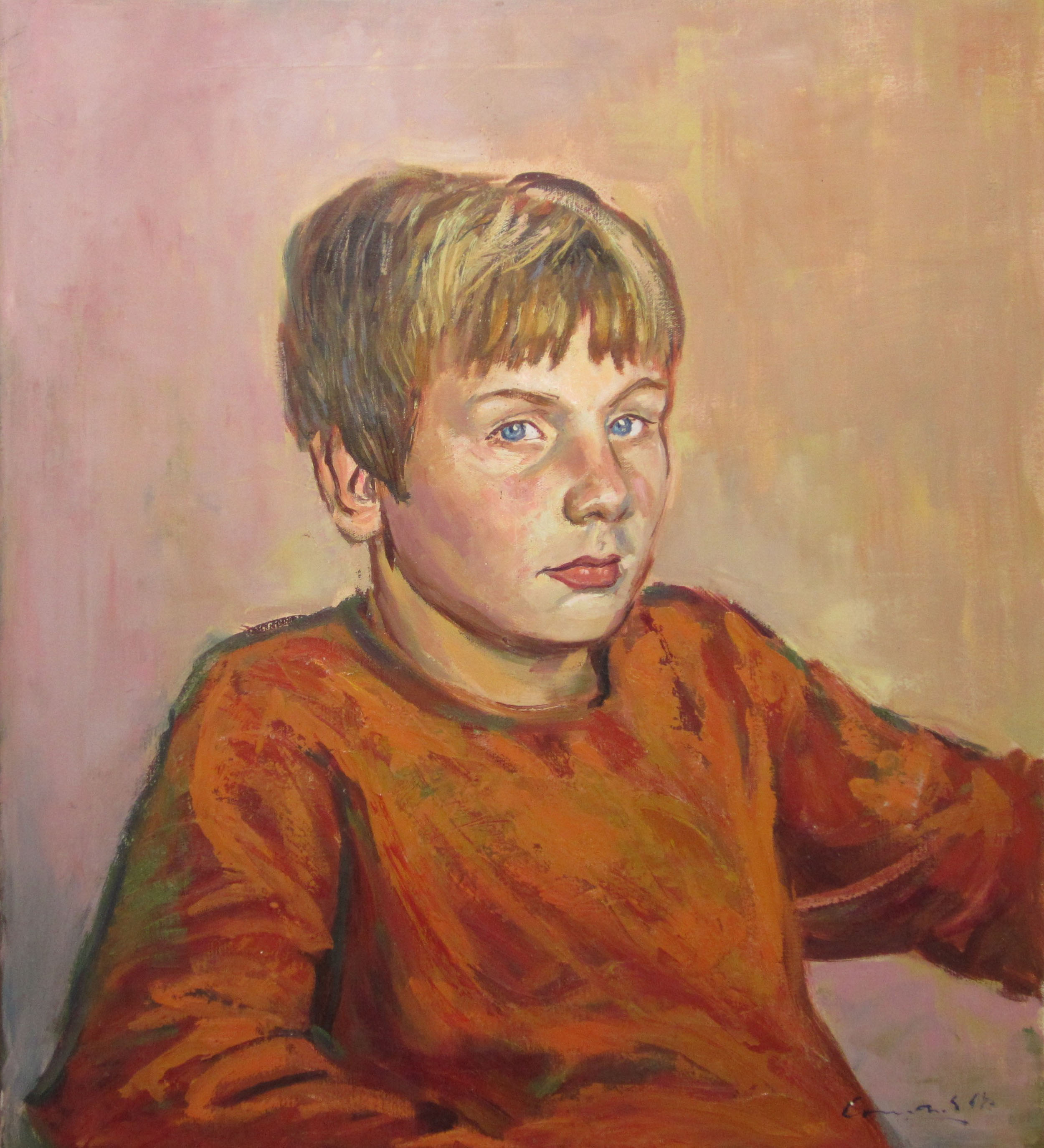
Portret jongen (1968)
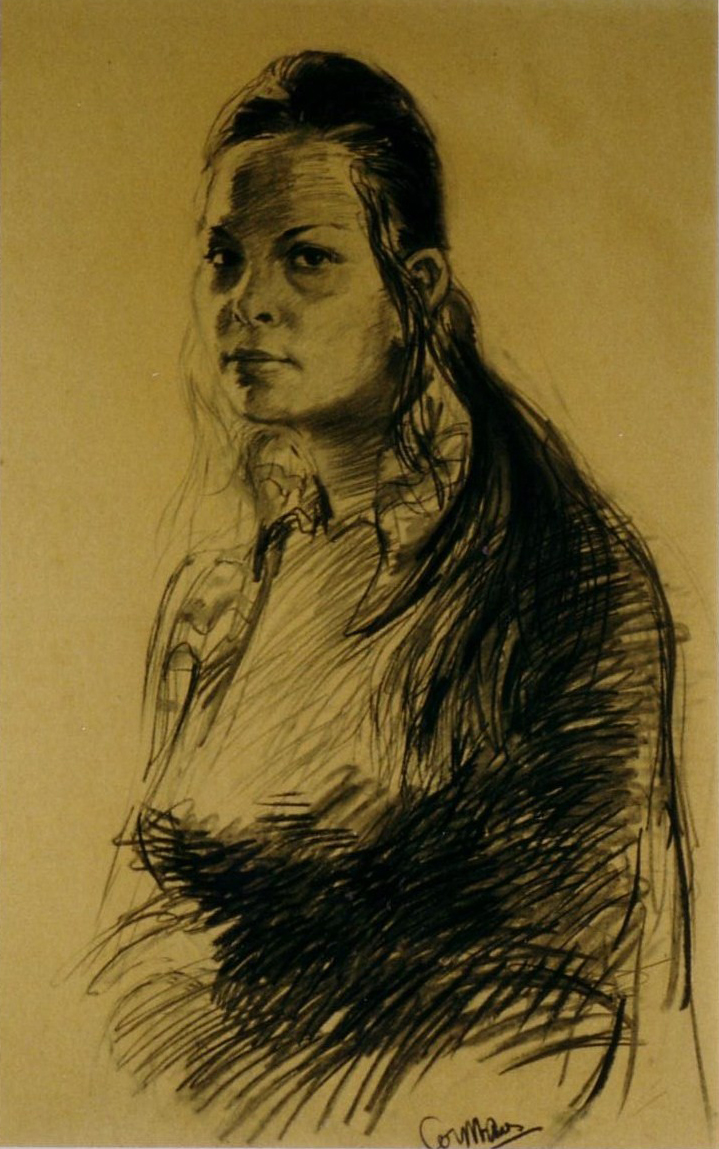
Portret Christine (1971)
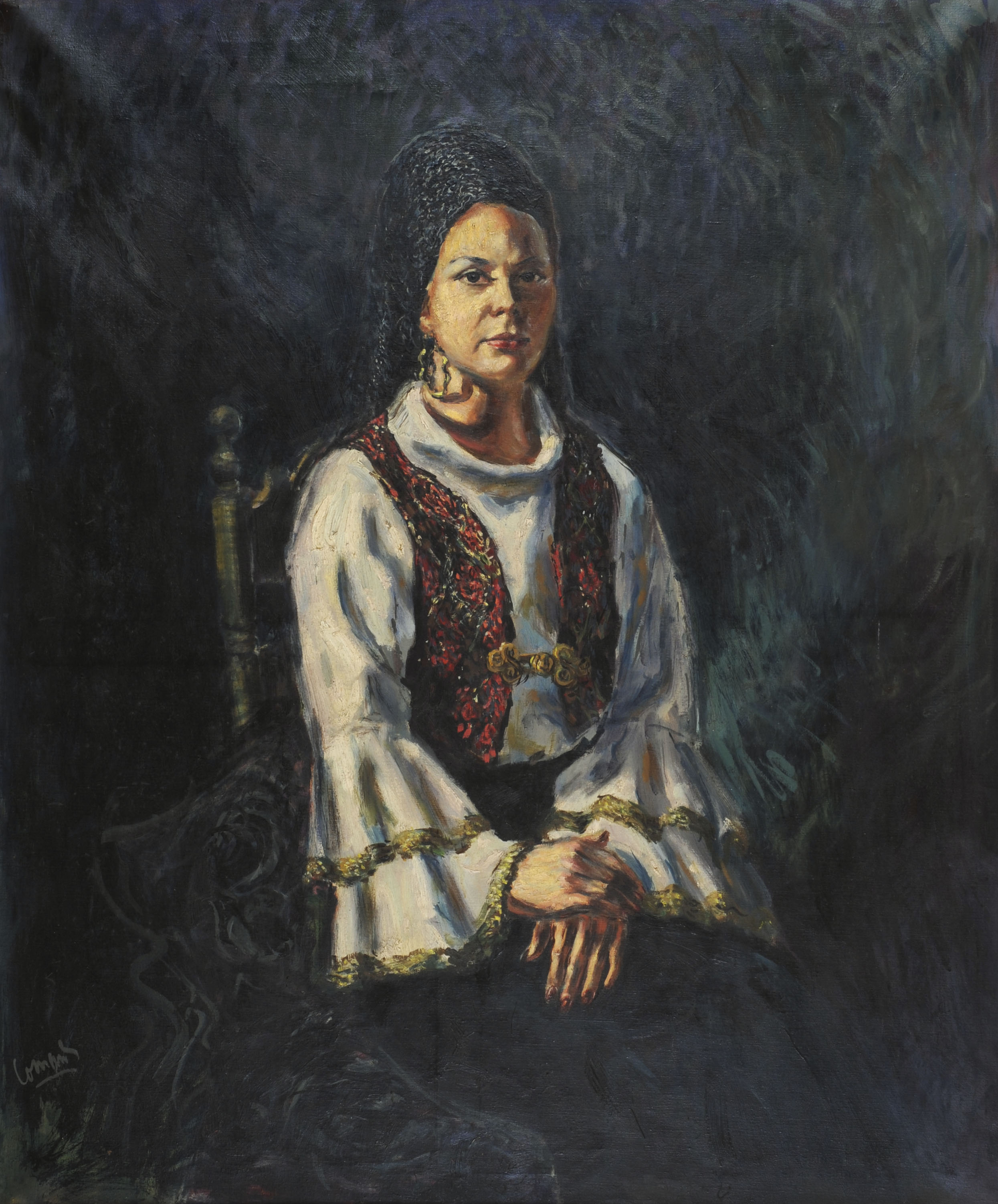
Portret Christine (1973)
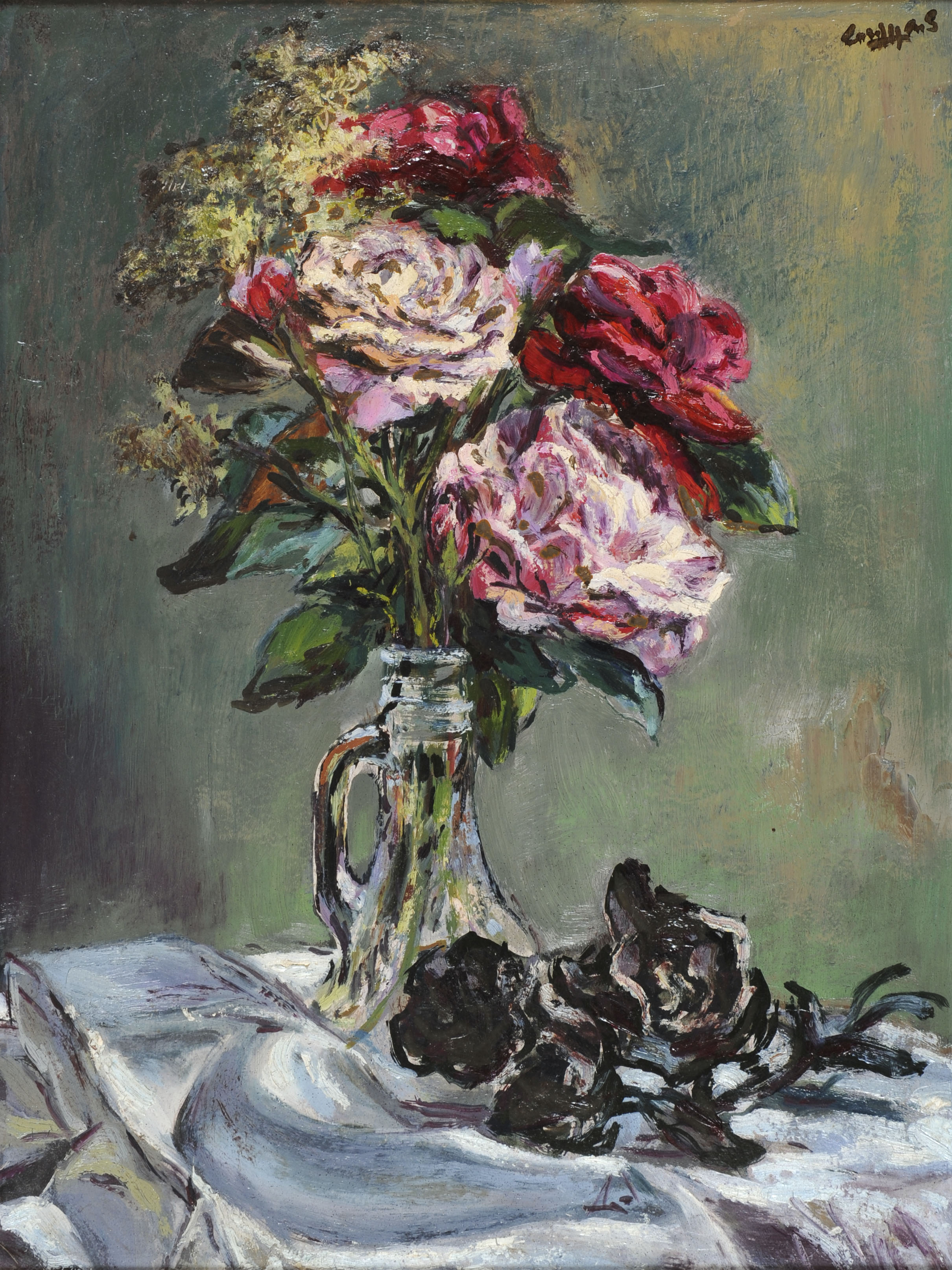
Bosje bloemen (1973)
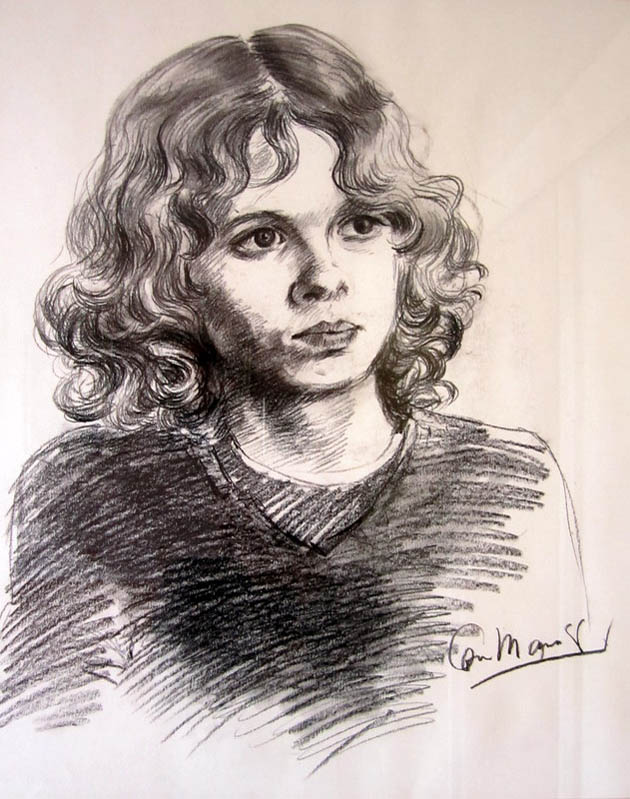
Portret meisje (1974)
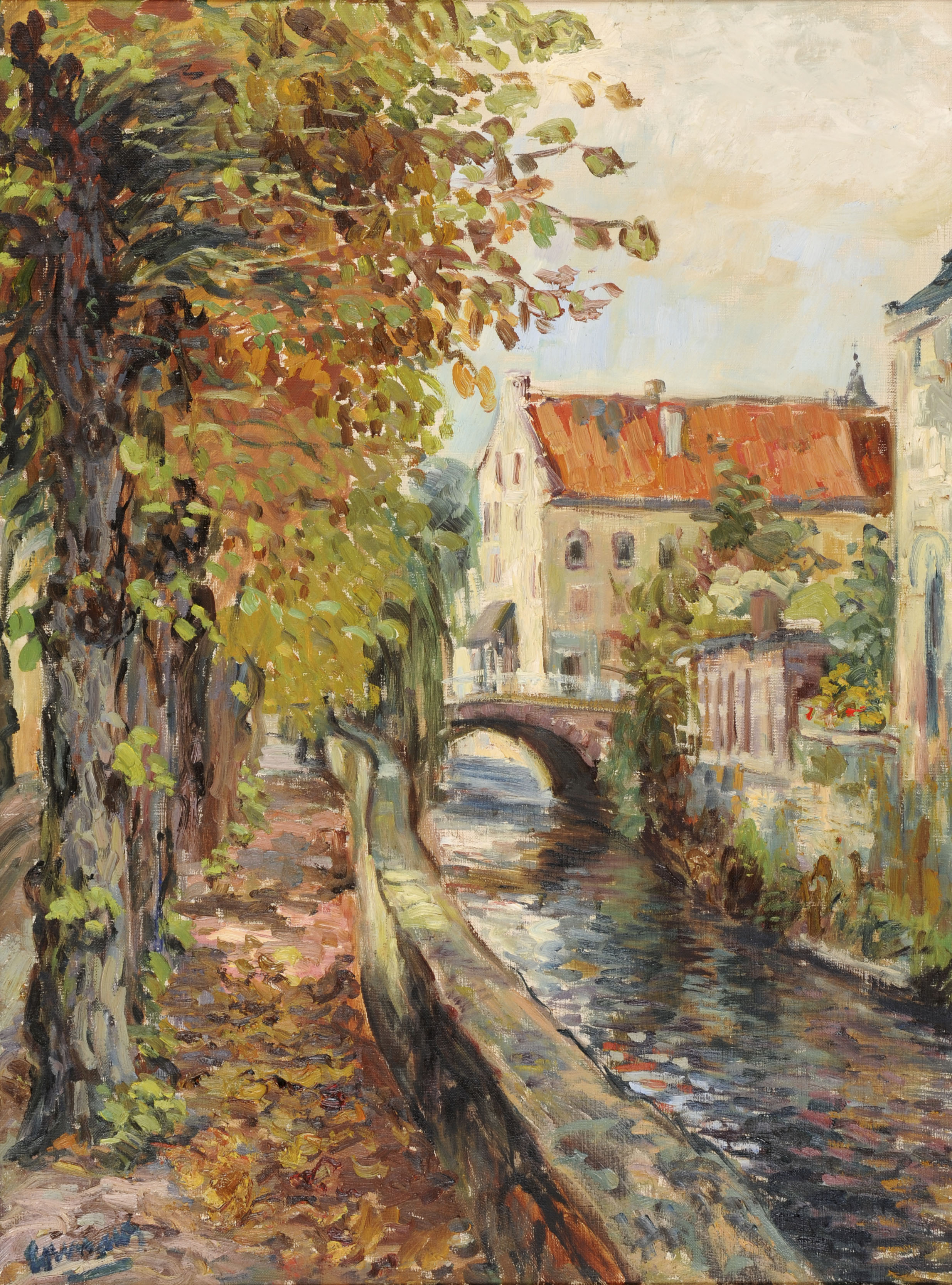
Geulzicht Valkenburg (1974)
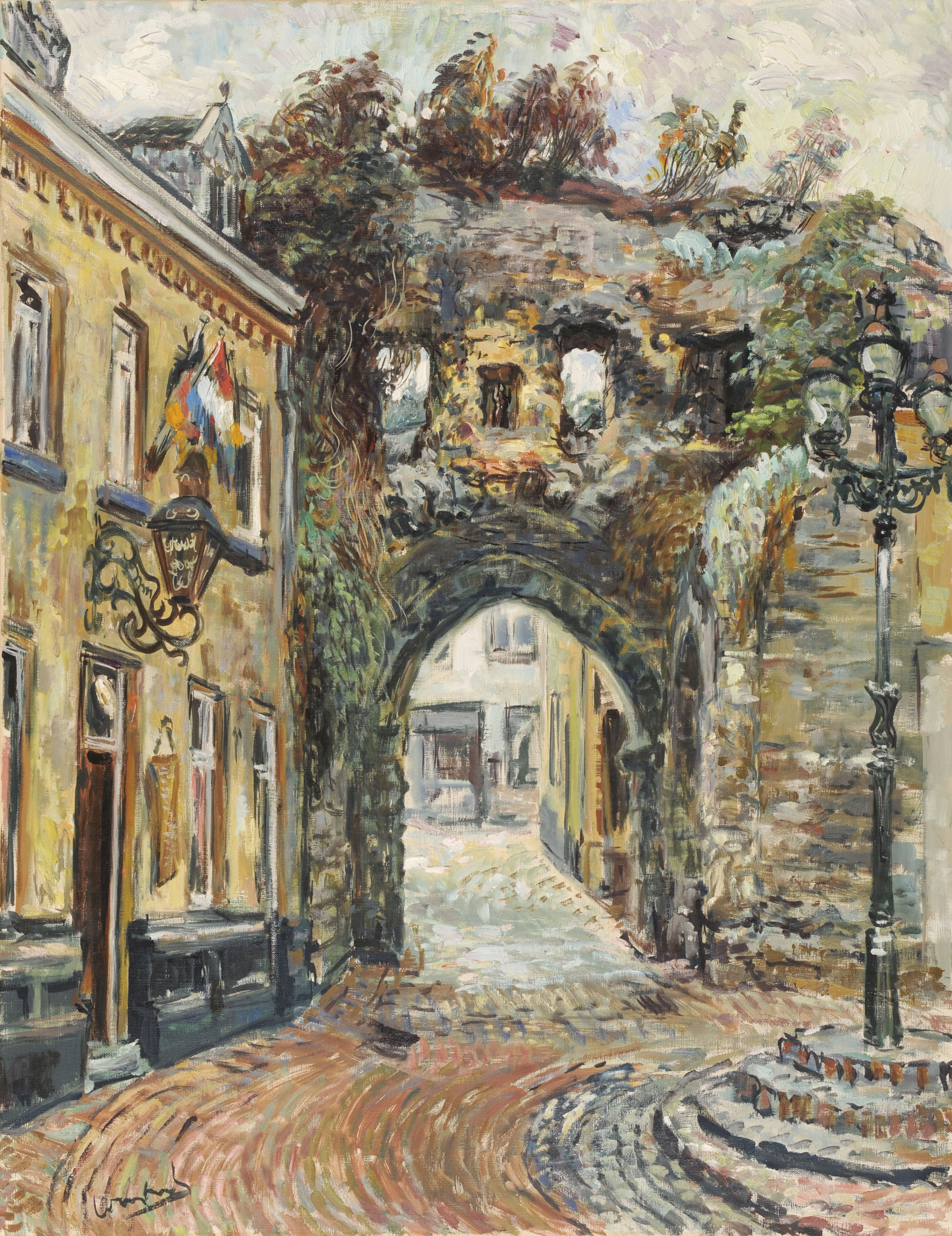
Grendelpoort Valkenburg (1975)
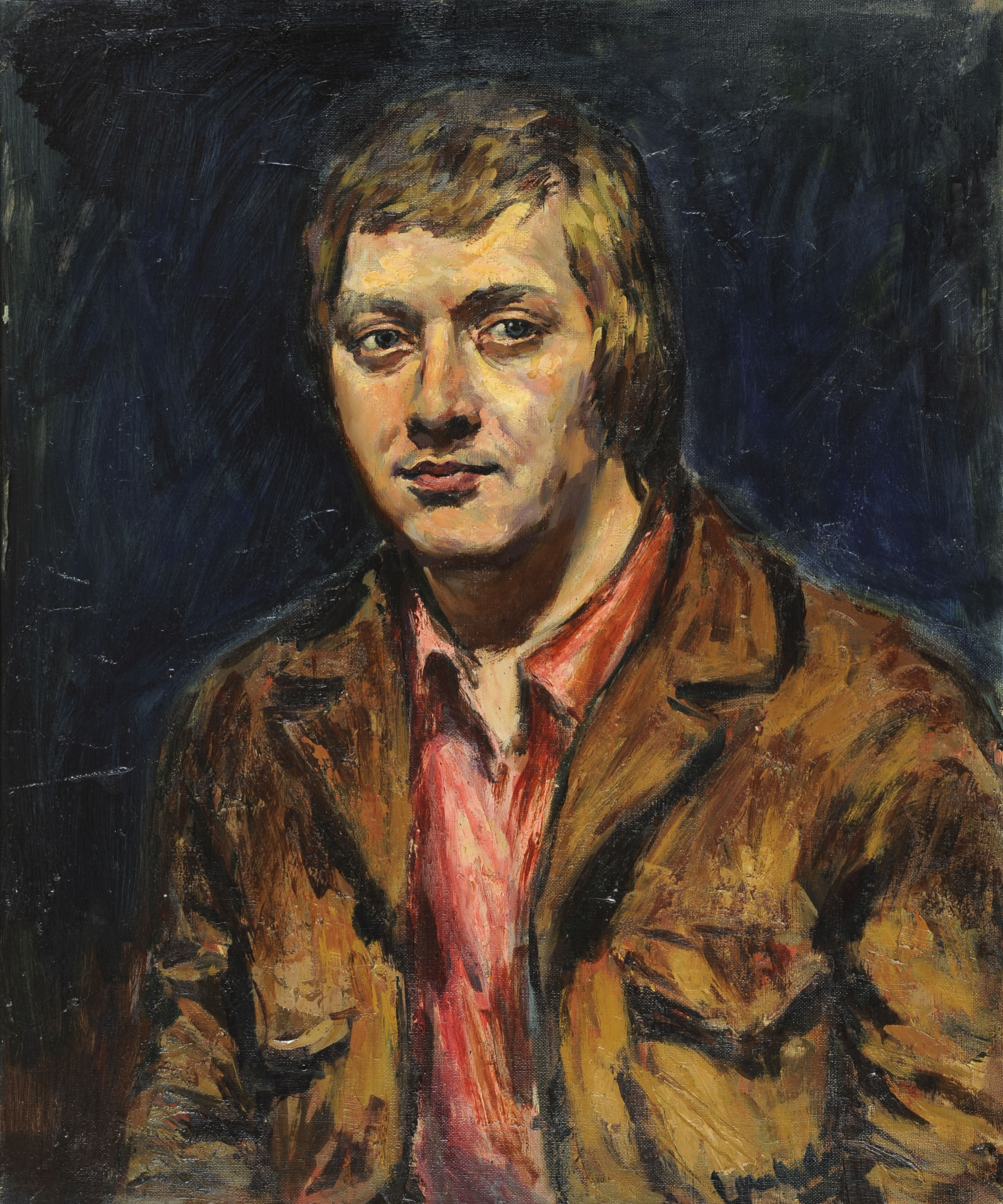
Portret man (1977)
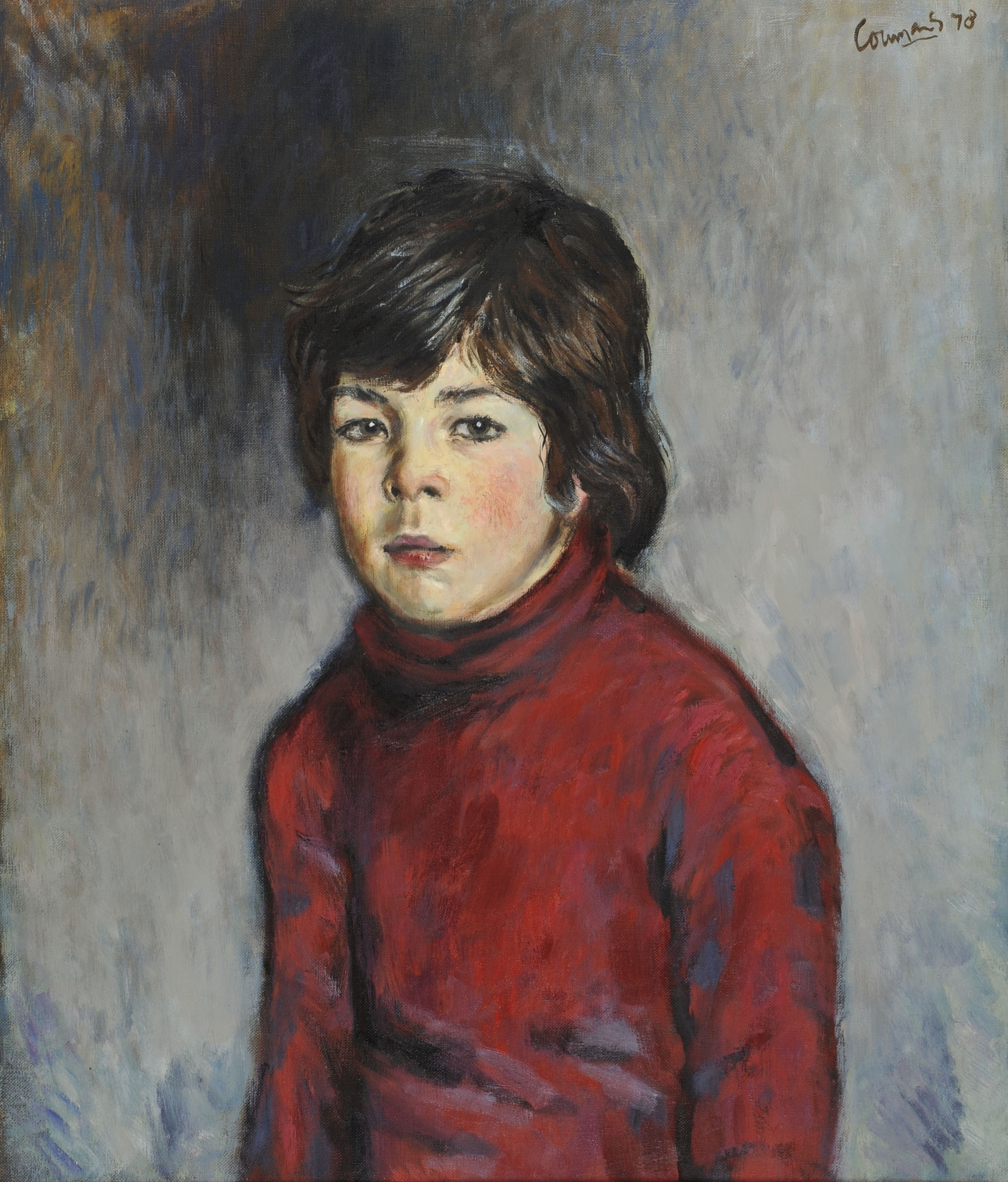
Portret jongen (1978)
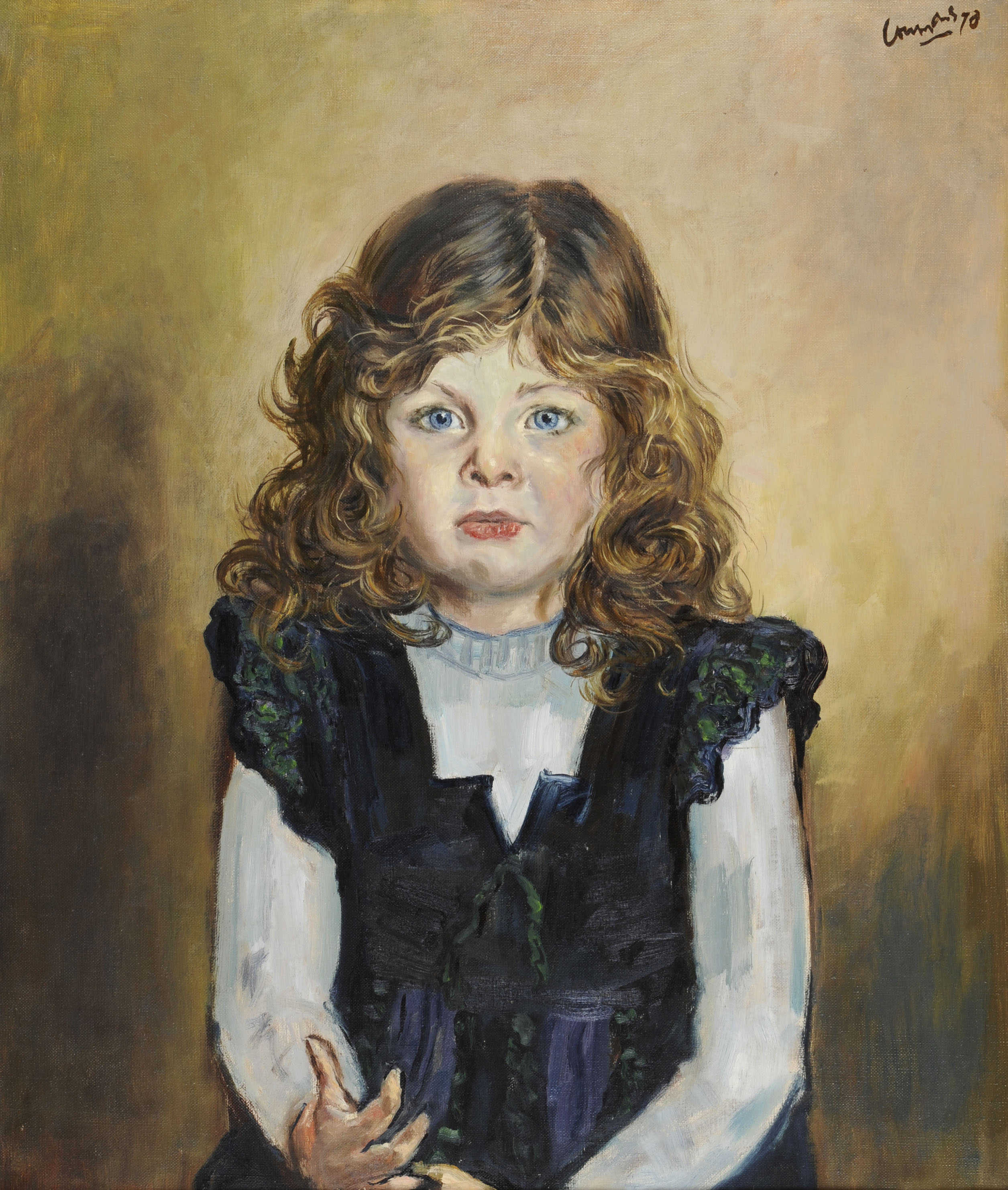
Portret meisje (1978)
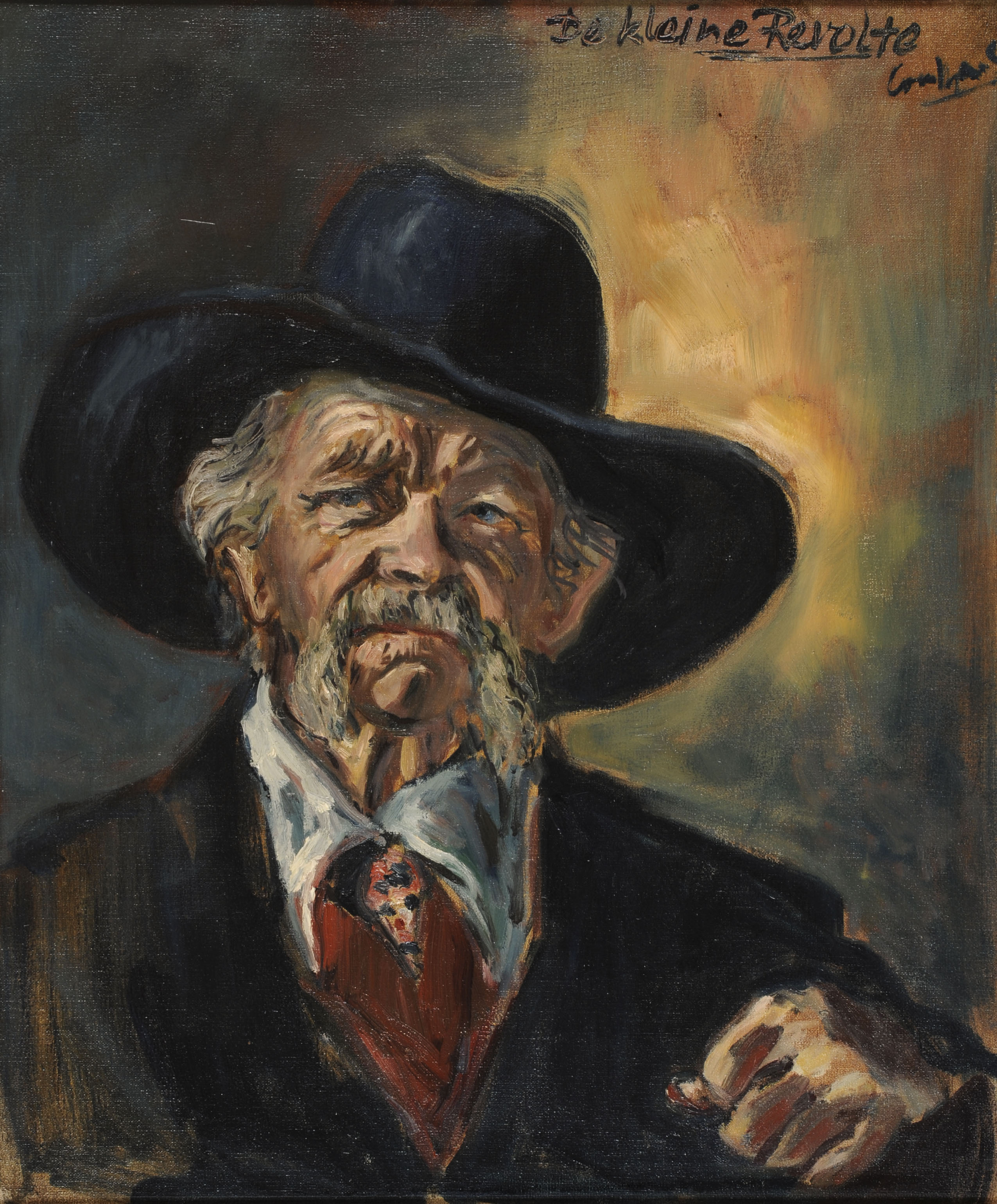
Portret De kleine revolte (1979)
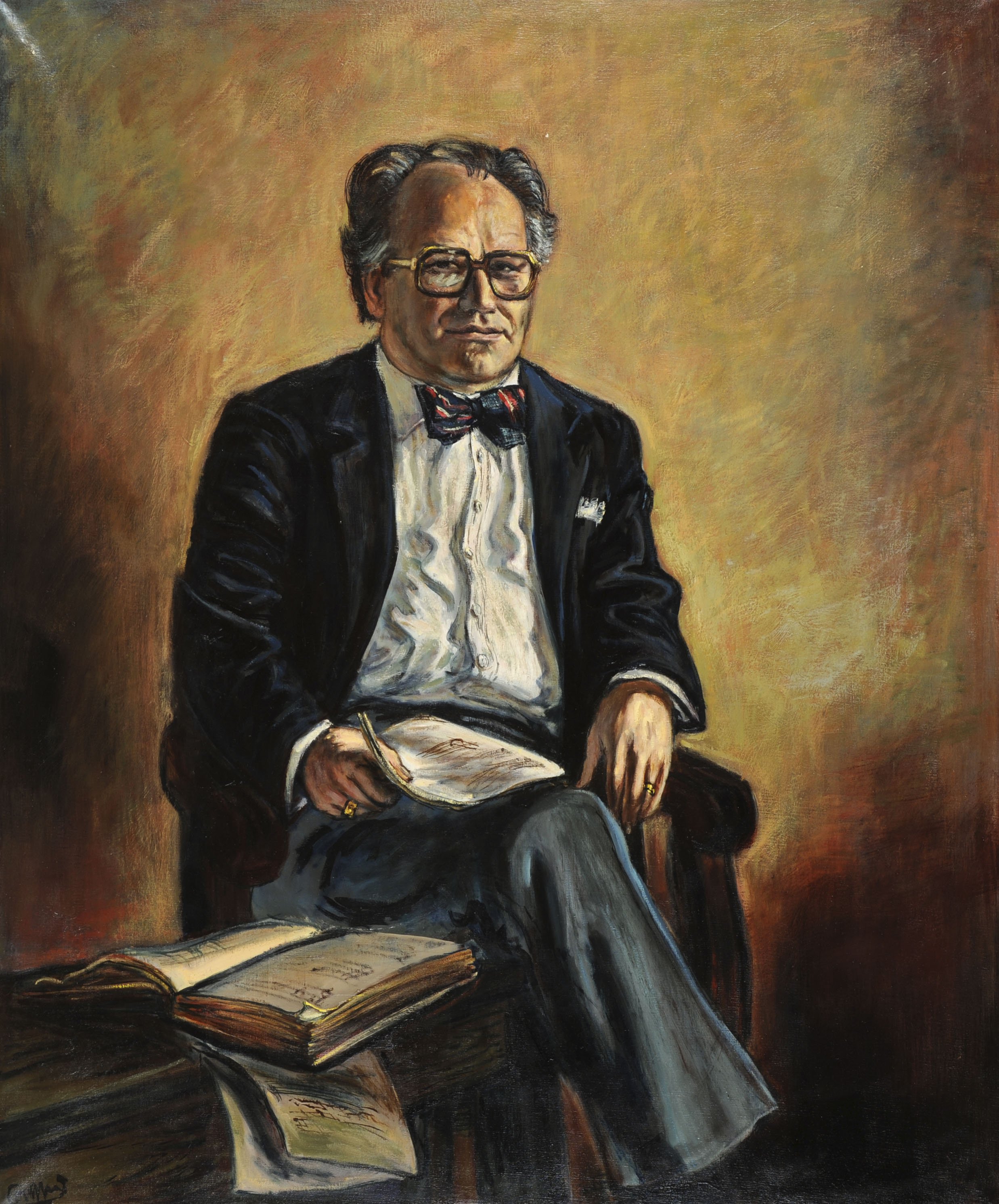
Portret man (1979)
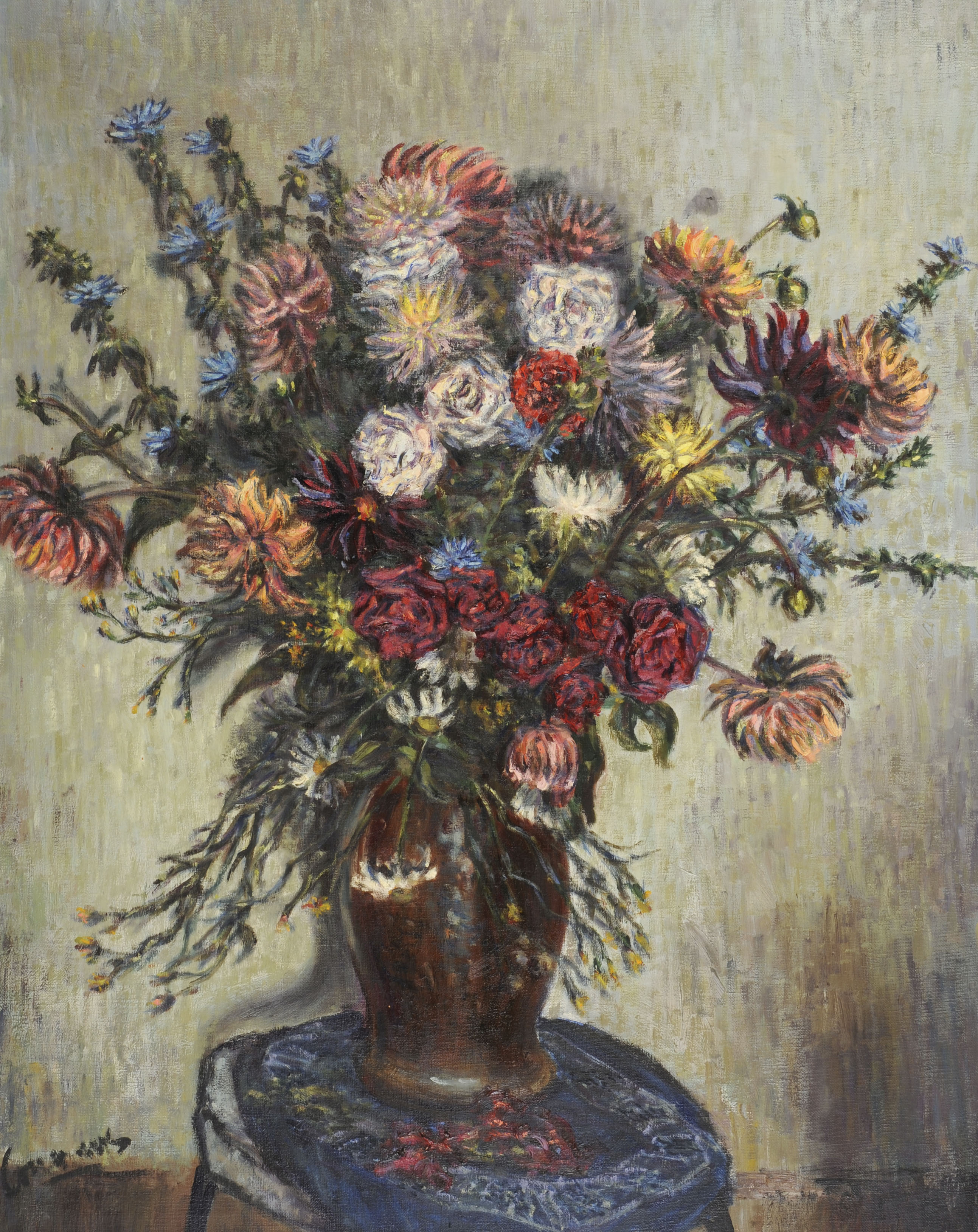
Boeket (1979)
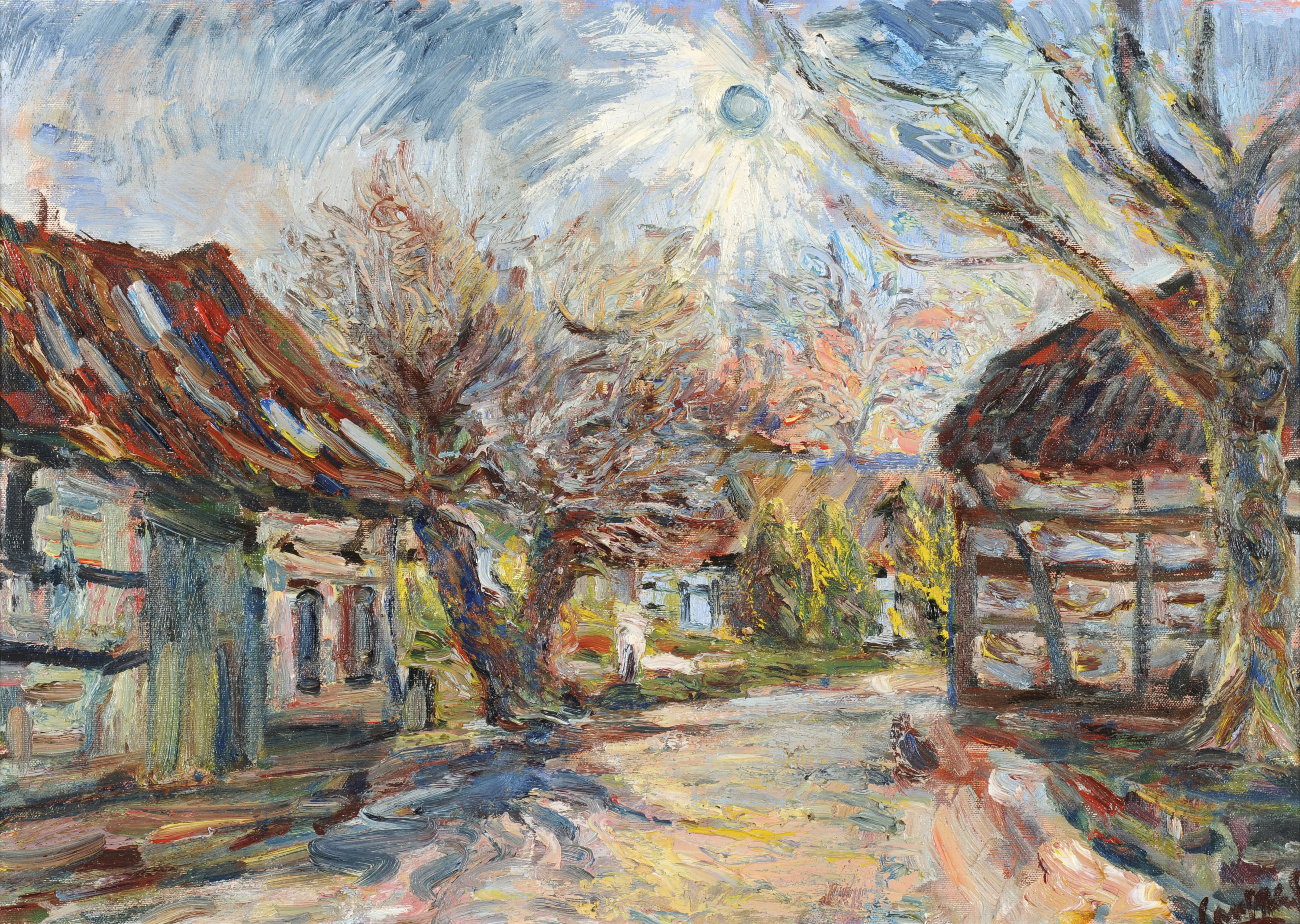
Terstraten (1982)
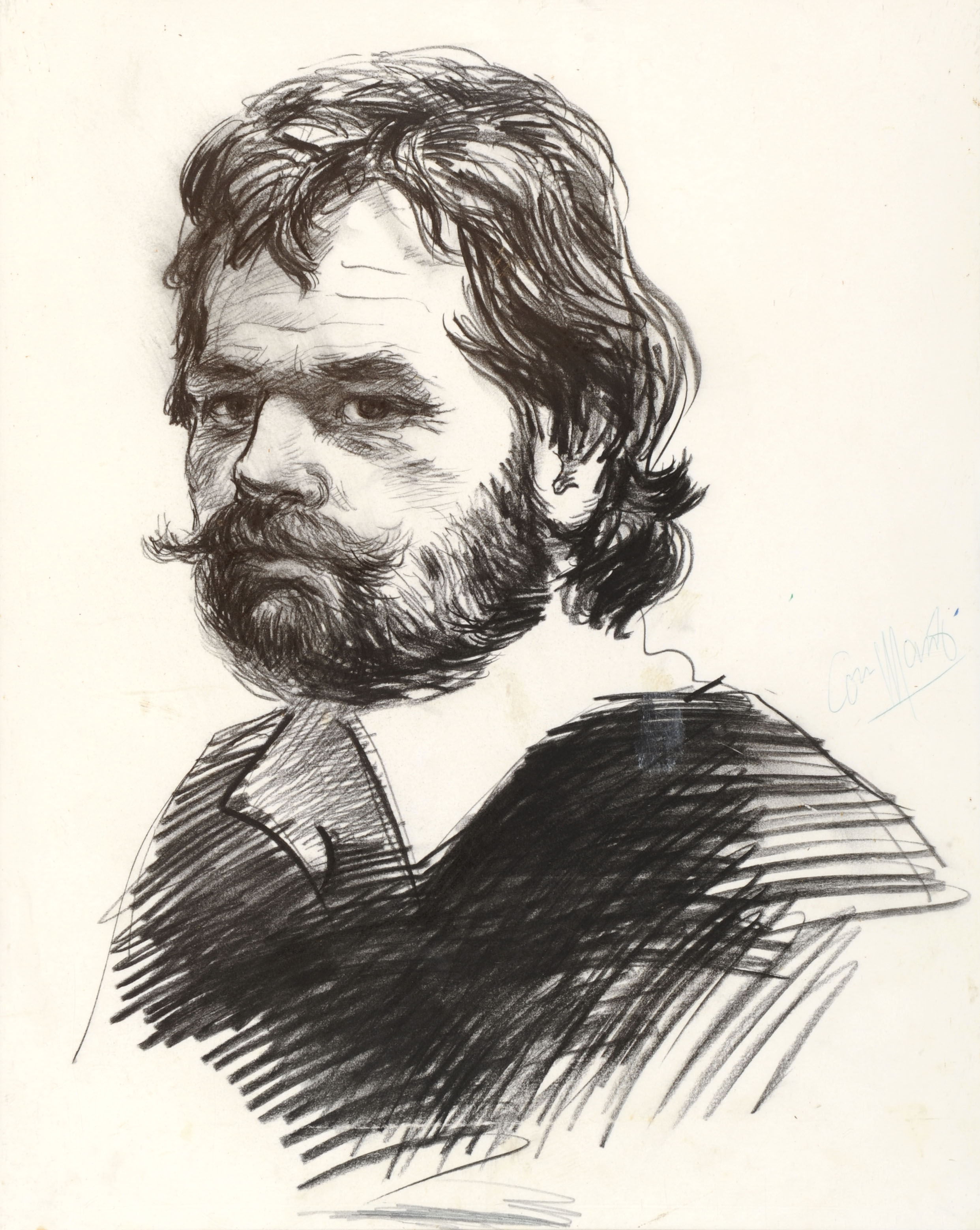
Zelfportret (1983)
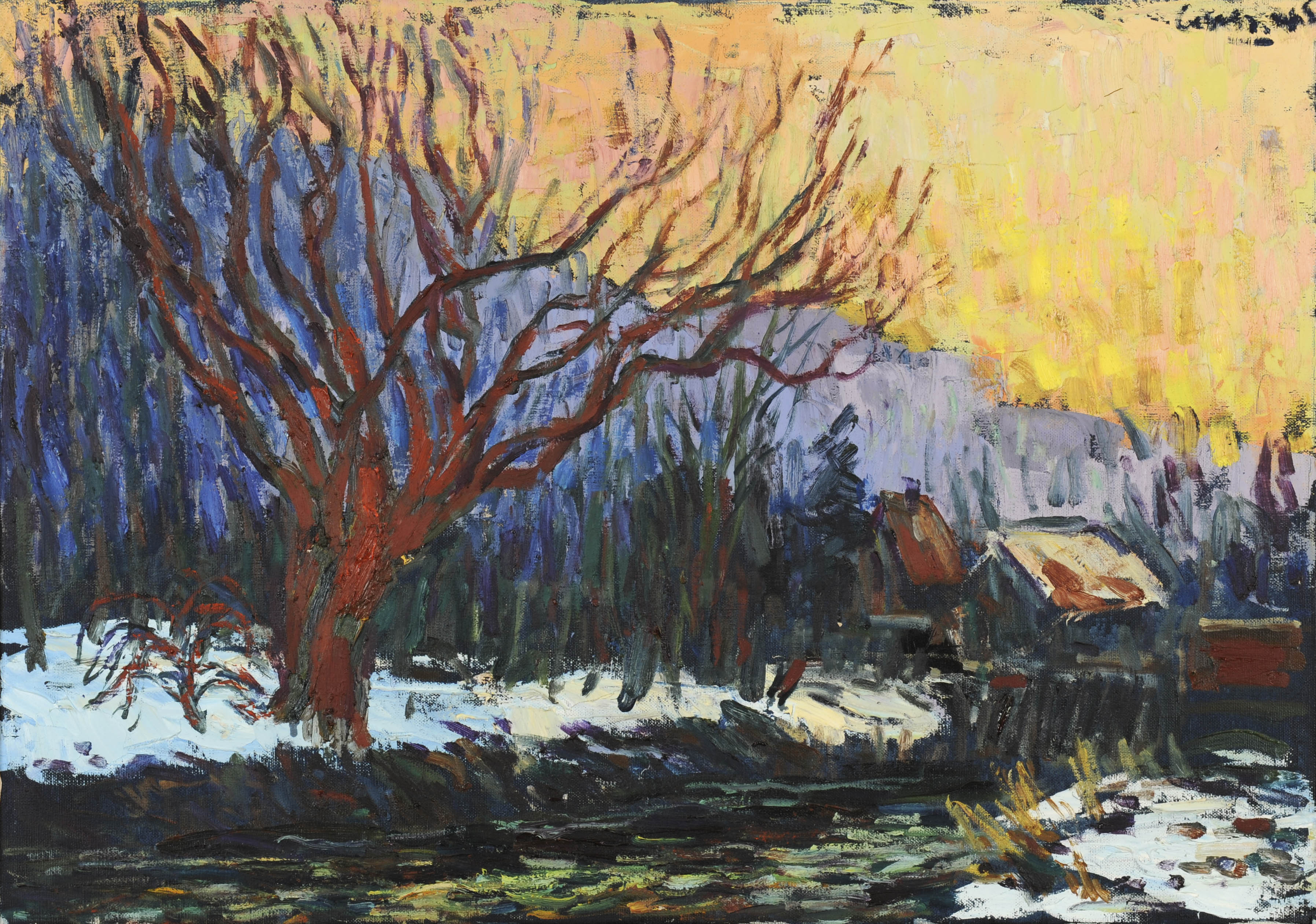
Winterlandschap (1983)
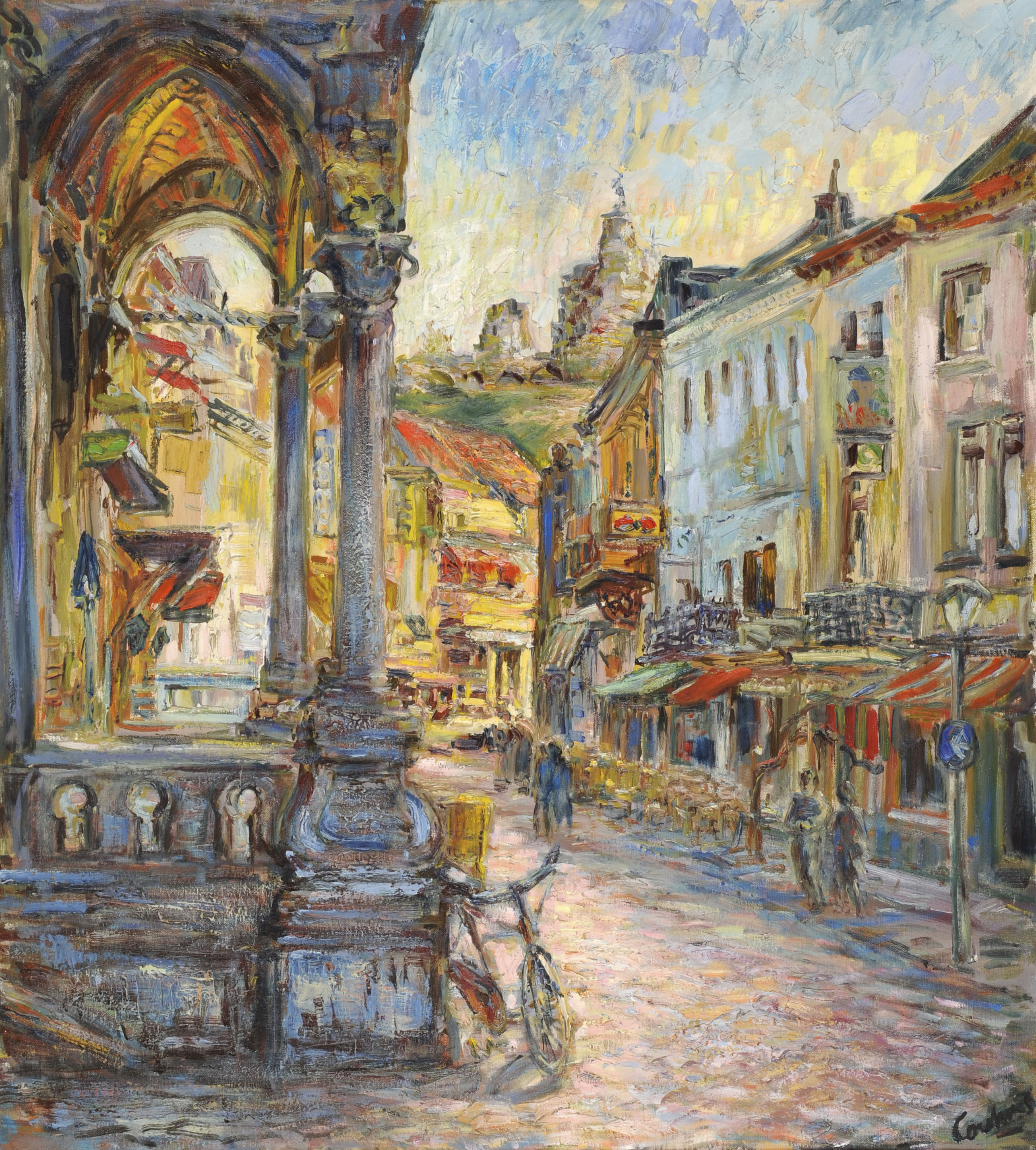
Grotestraat Valkenburg (1983)
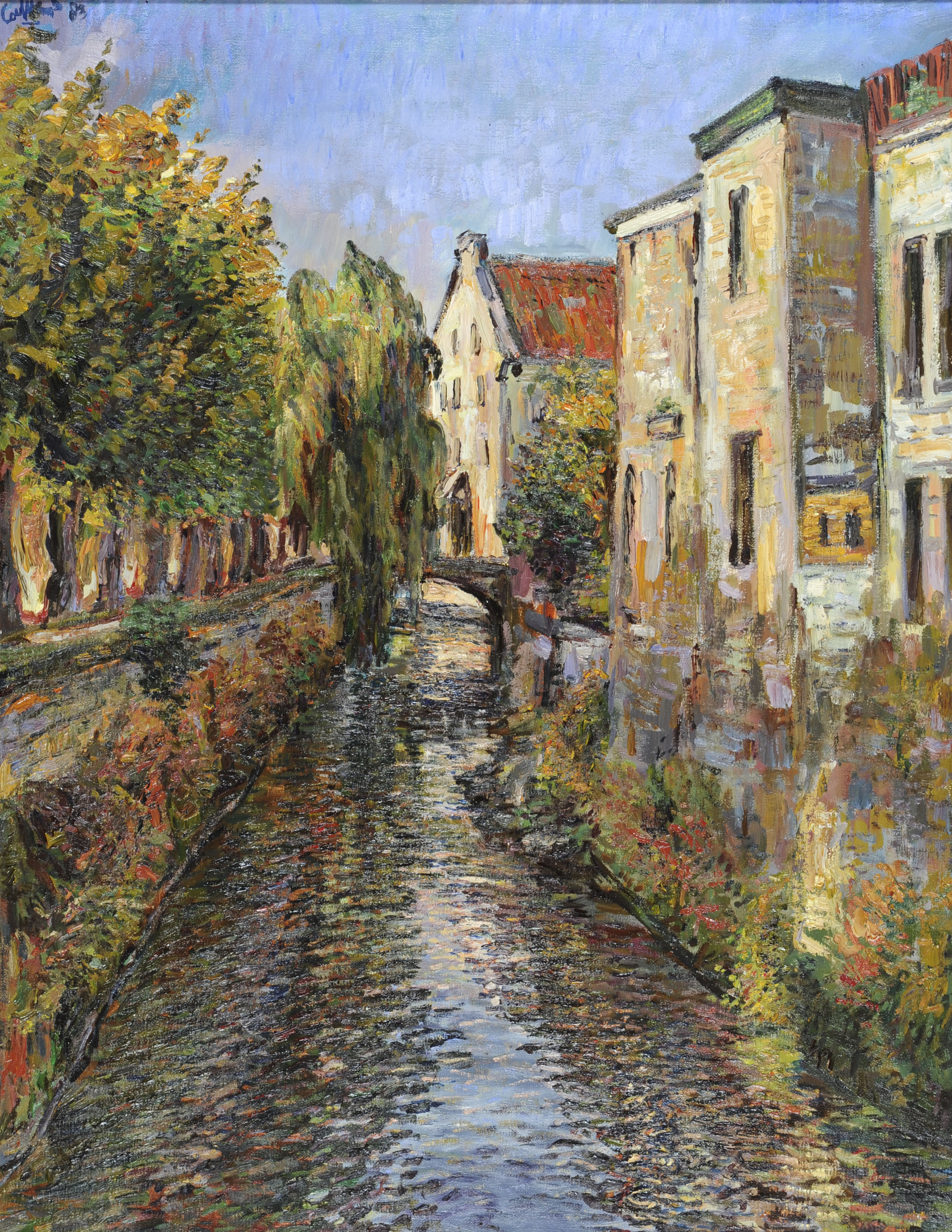
Geulzicht Valkenburg (1983)
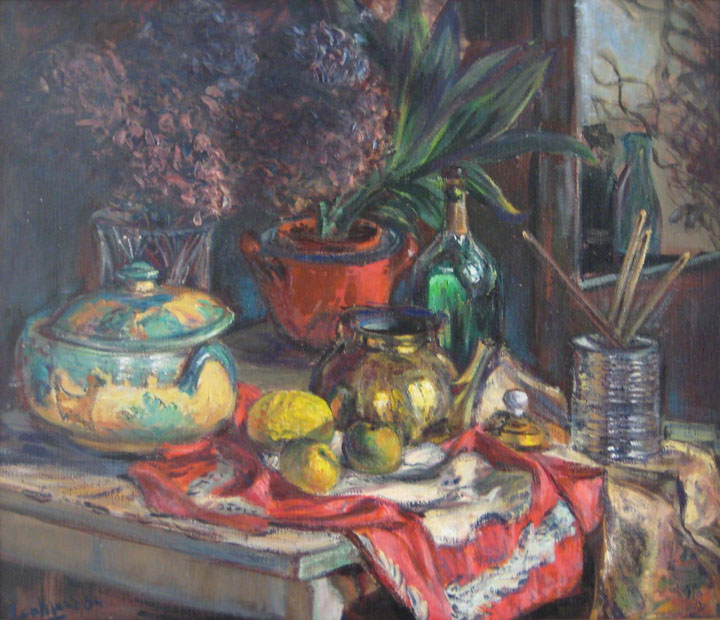
Stilleven (1983)
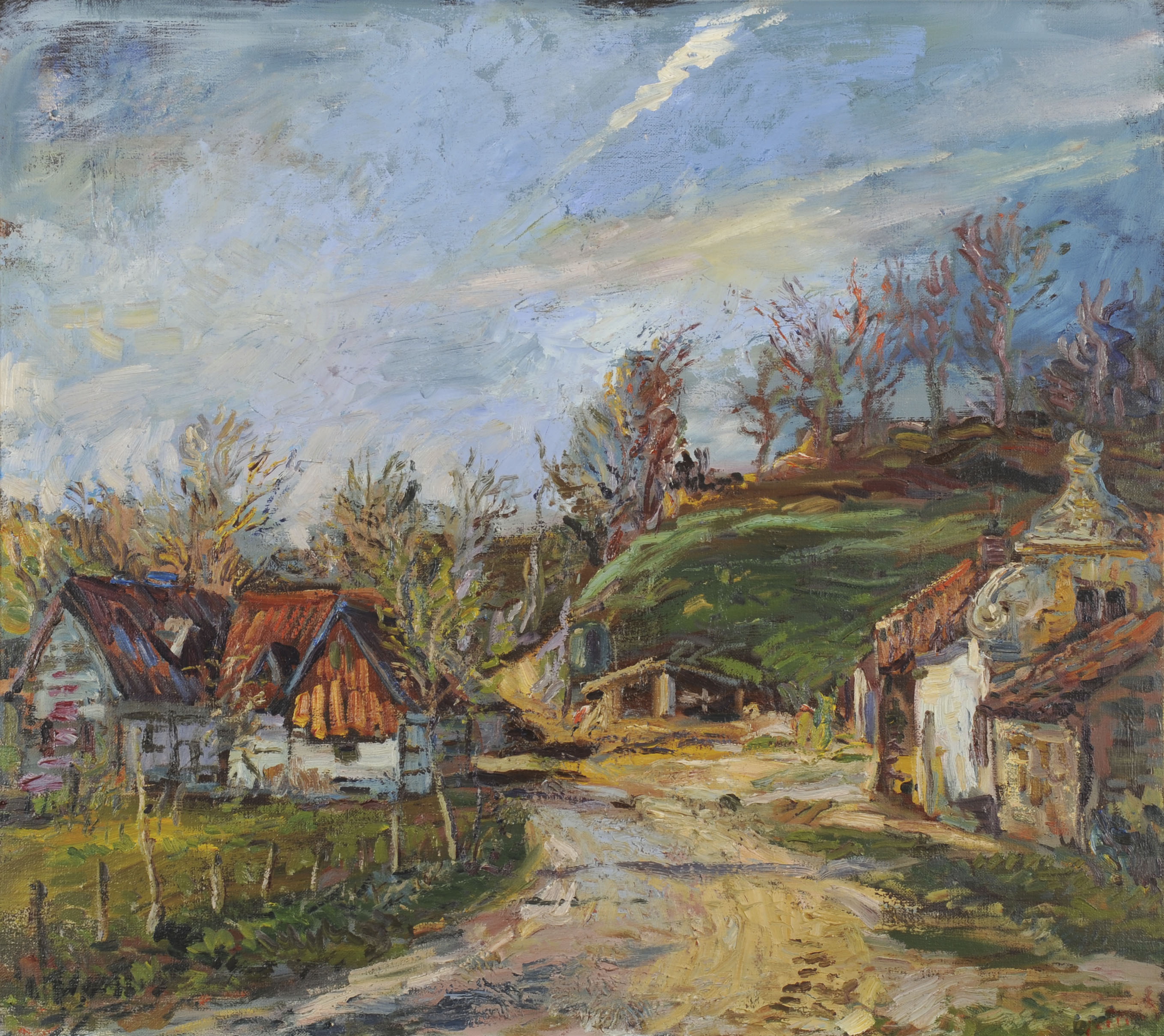
Terstraten (1984)
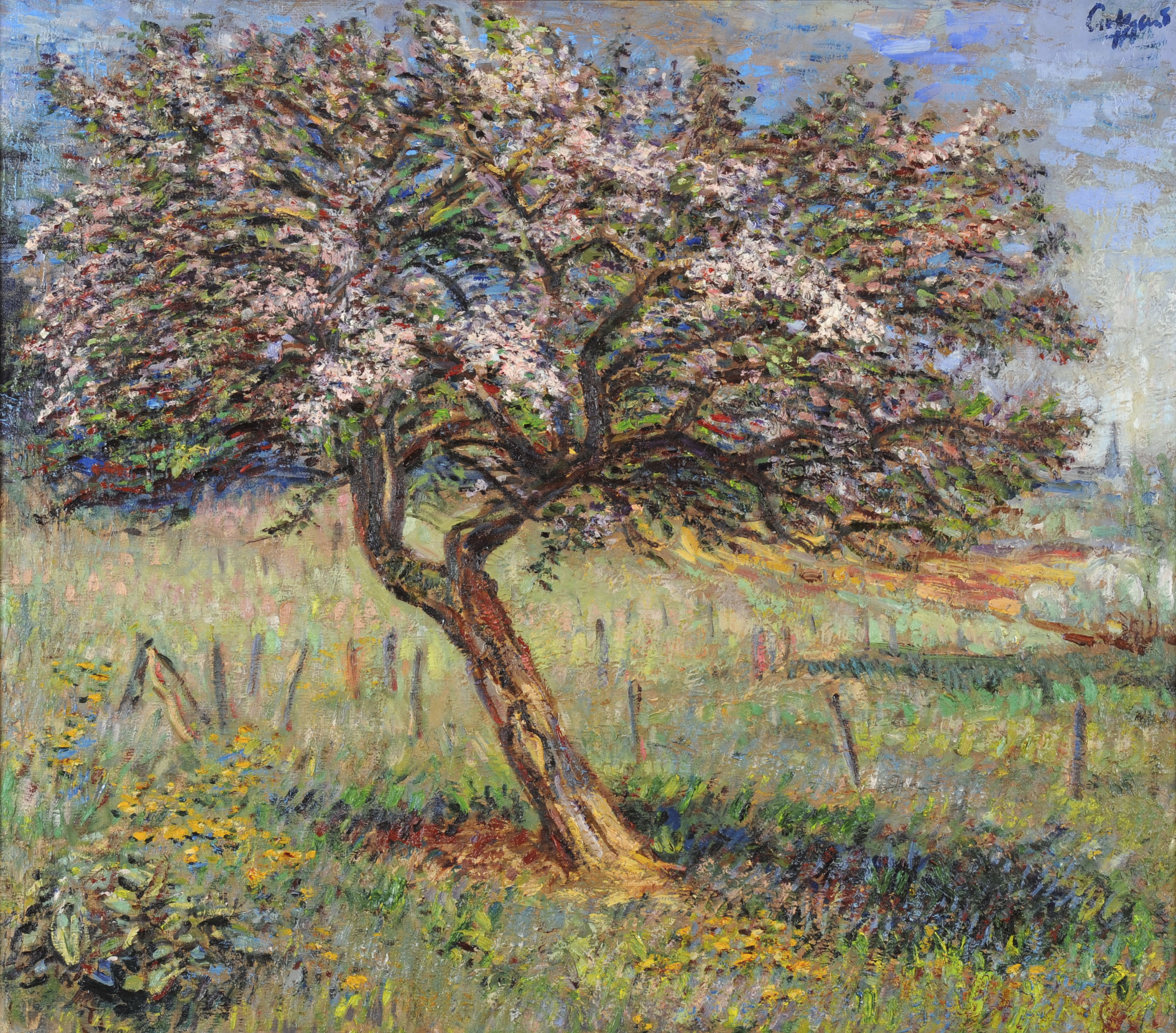
Kersenbloesem 2 (1984)
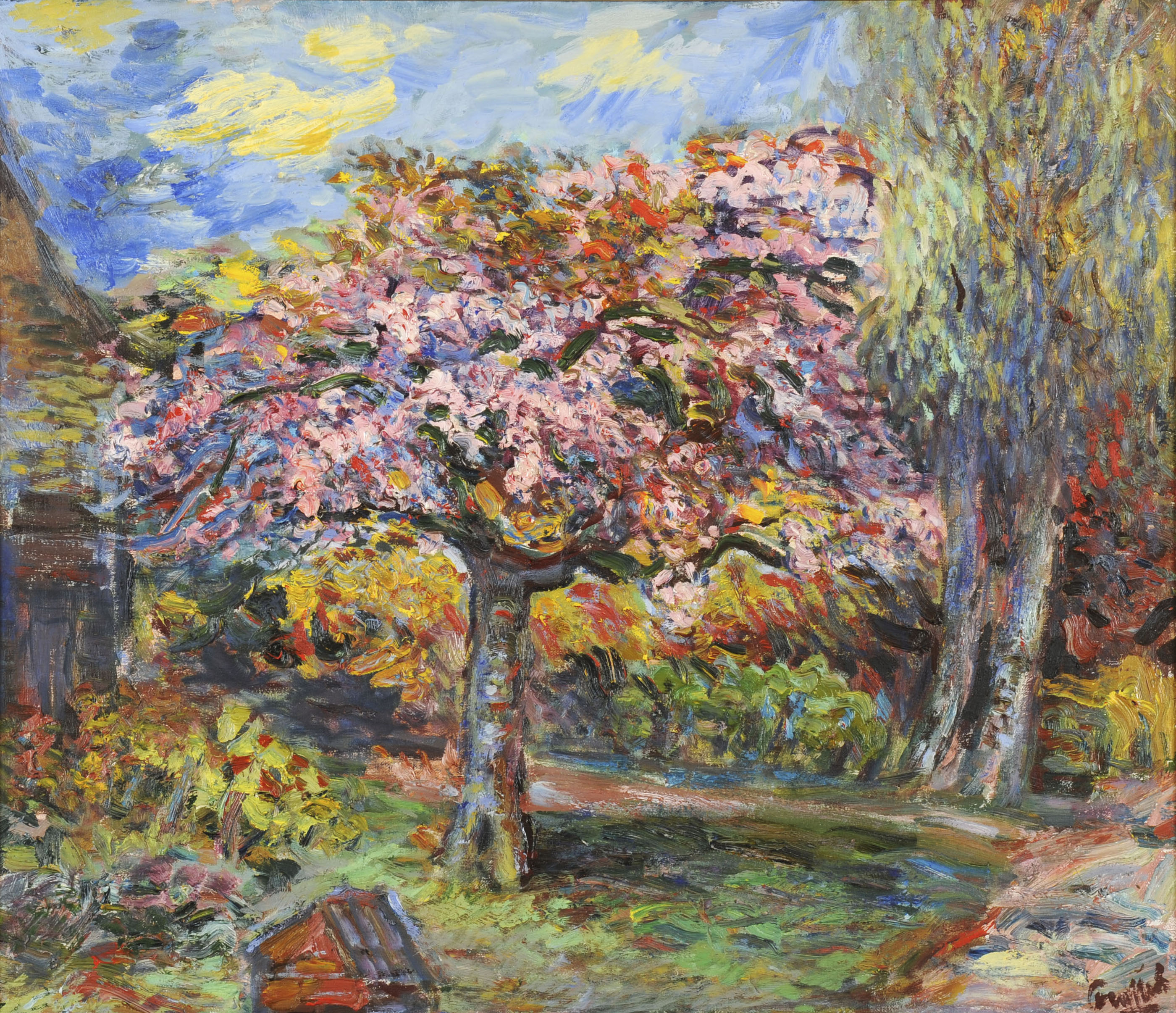
Appelbloesem (1984)
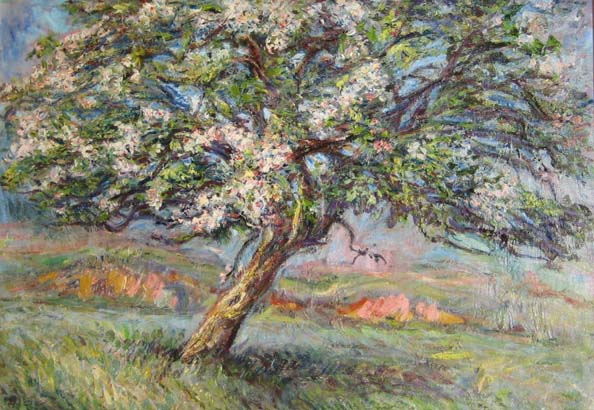
Kersenbloesem (1984)
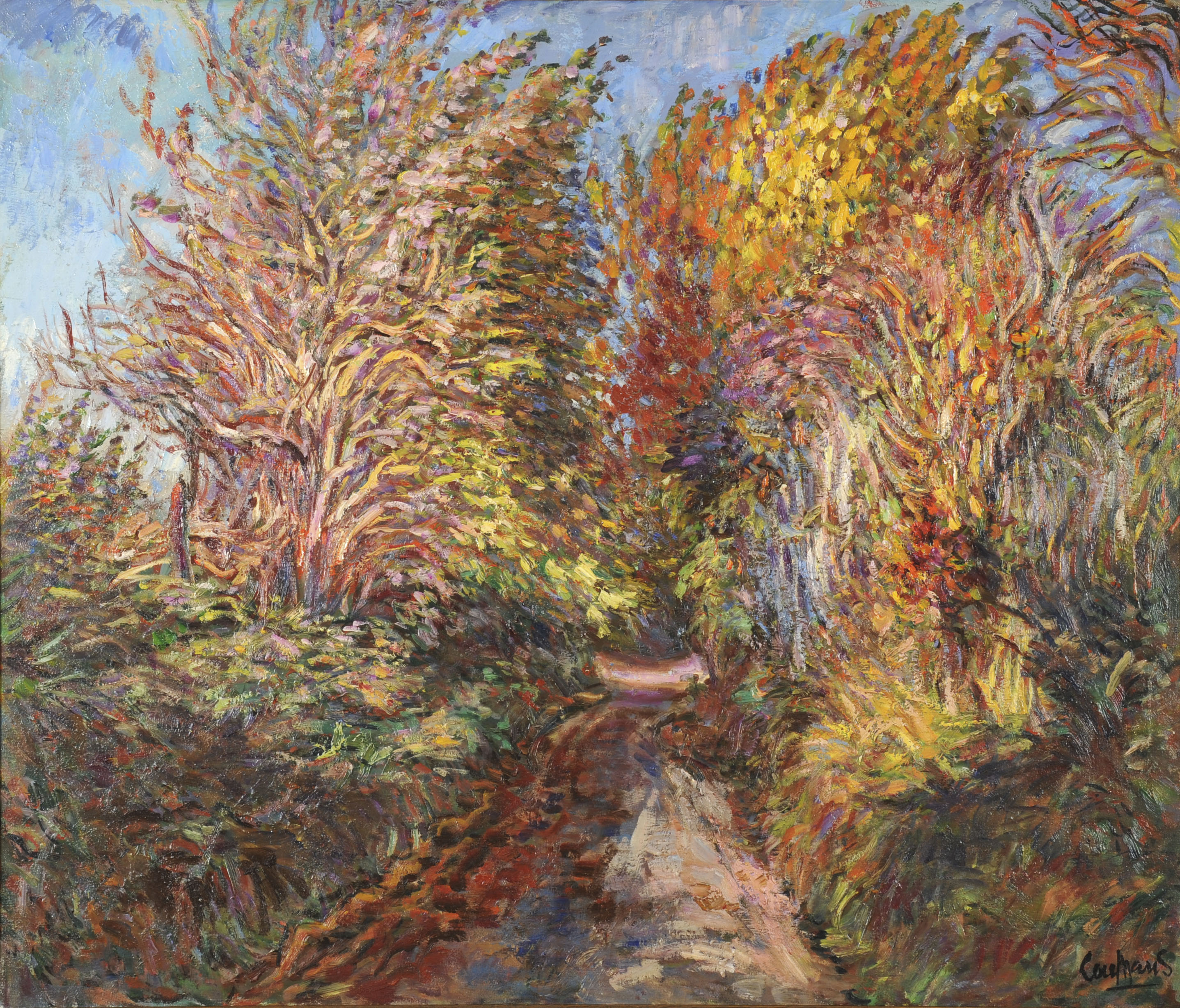
Holle weg Bingelrade (1986)
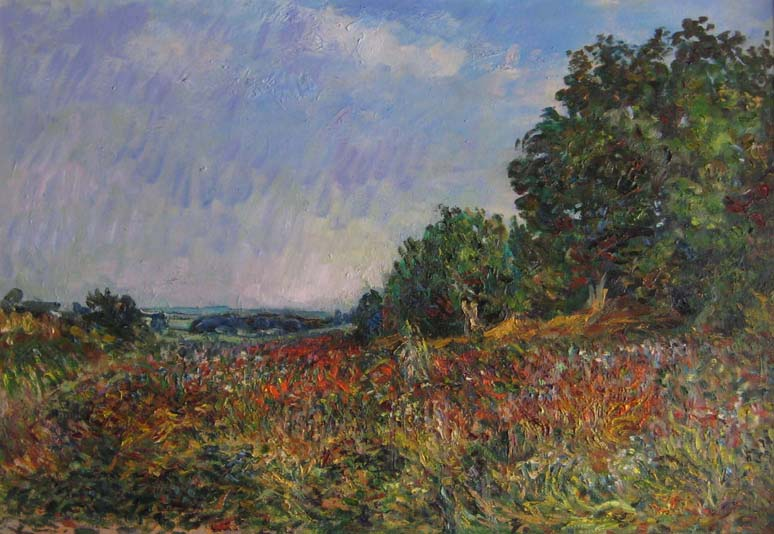
Veldlandschap Bingelrade (1986)
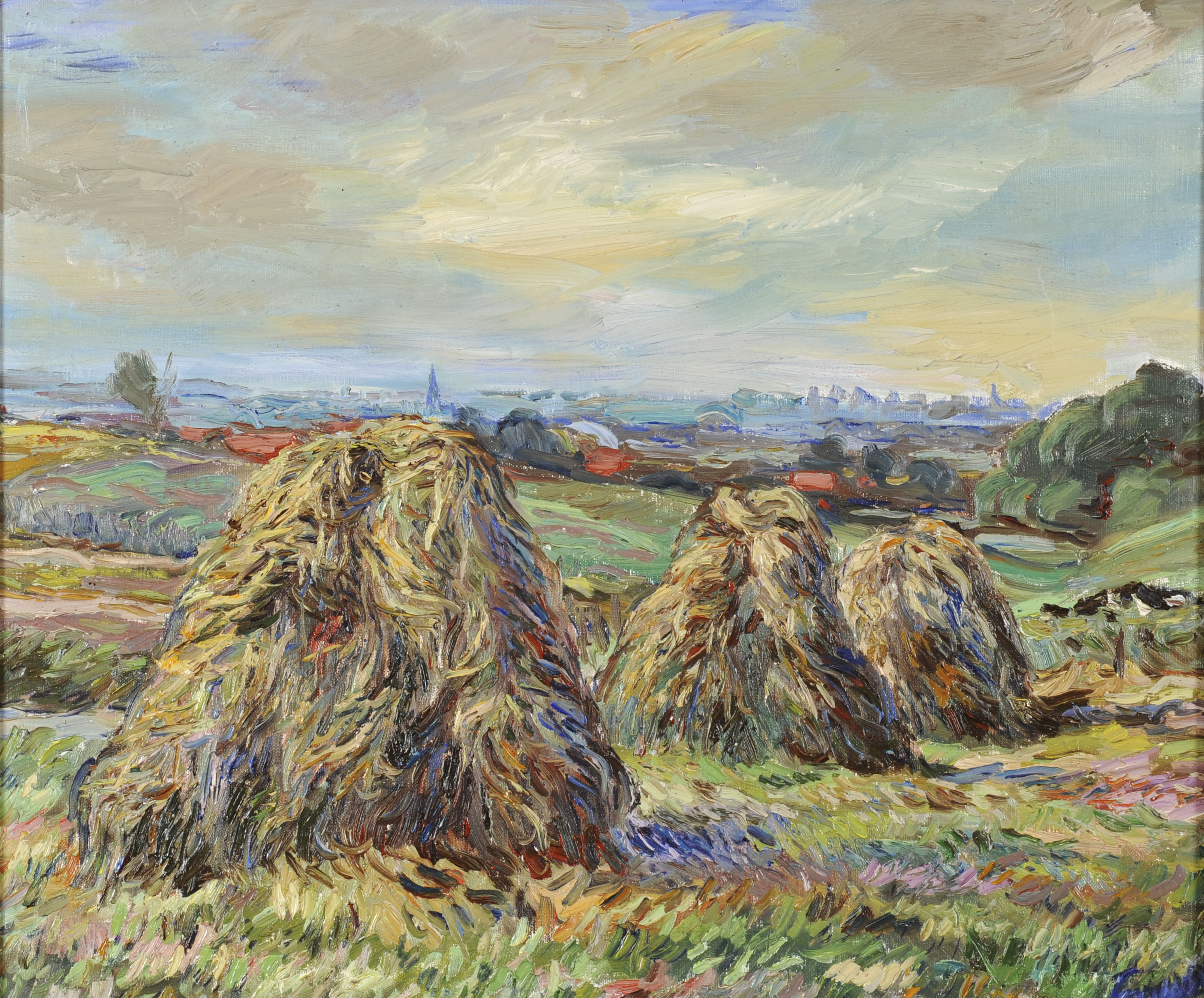
Hooibalen Bingelrade (1986)
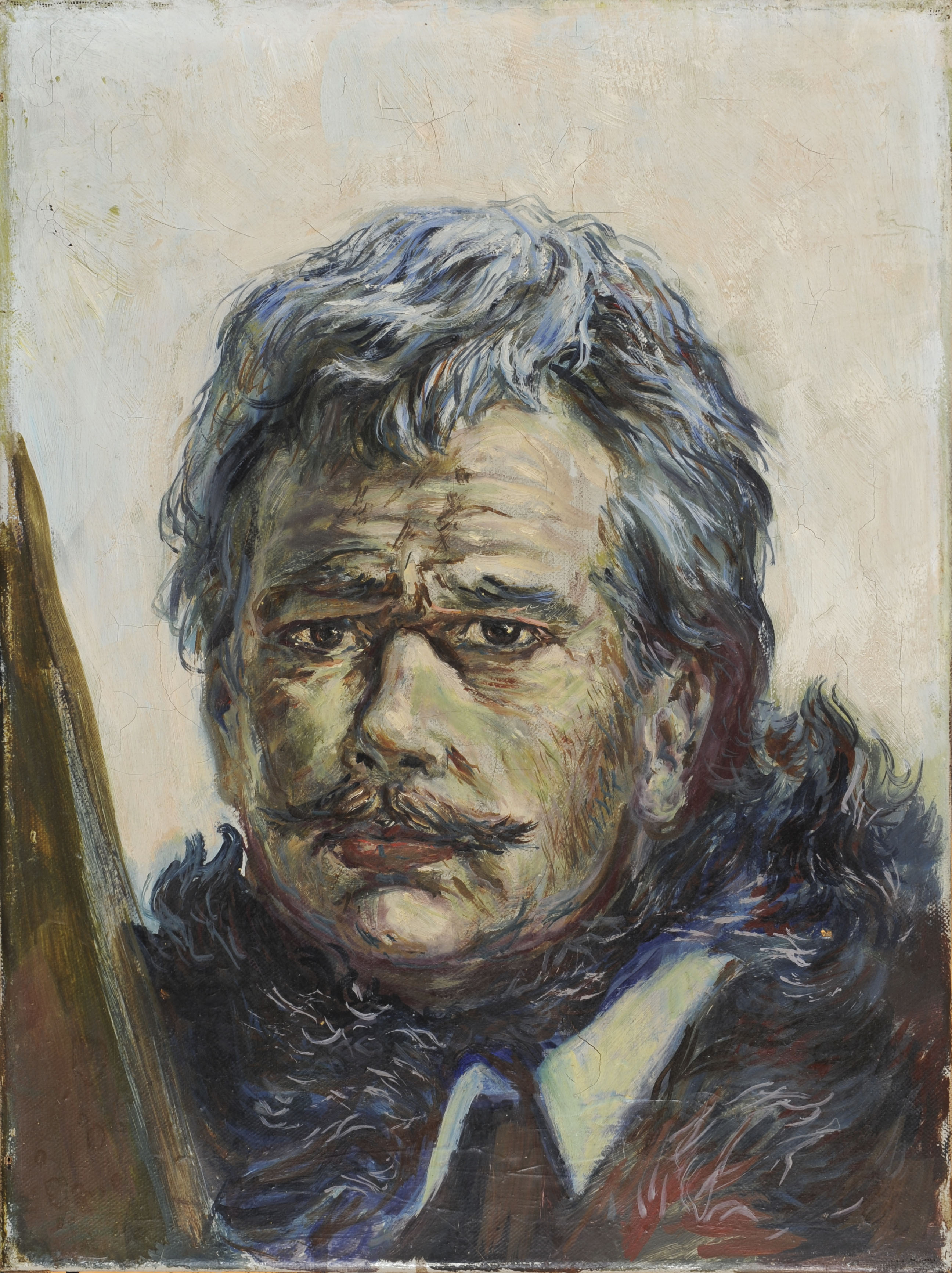
Zelfportret (1986)
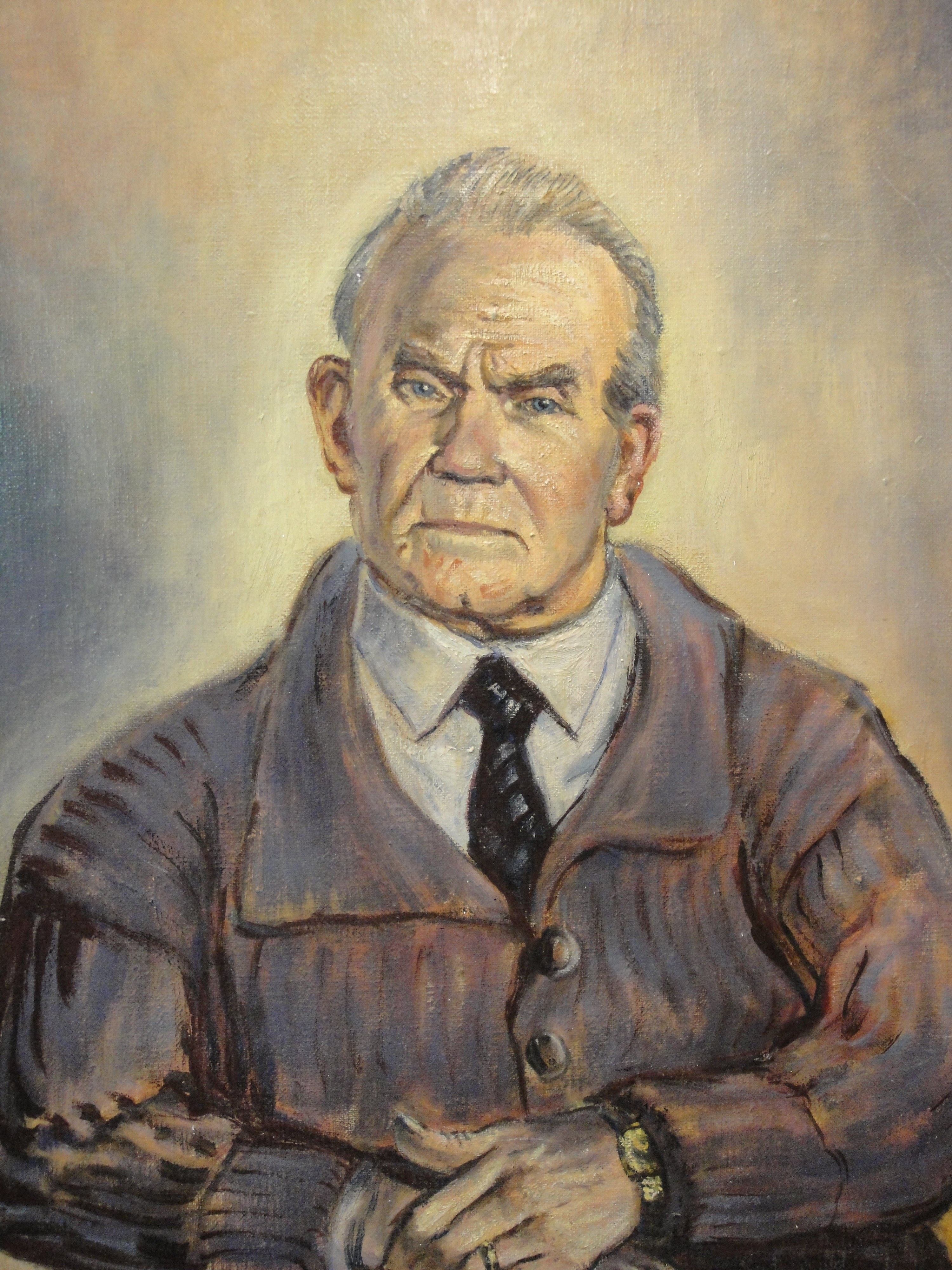
Portret man (1984)
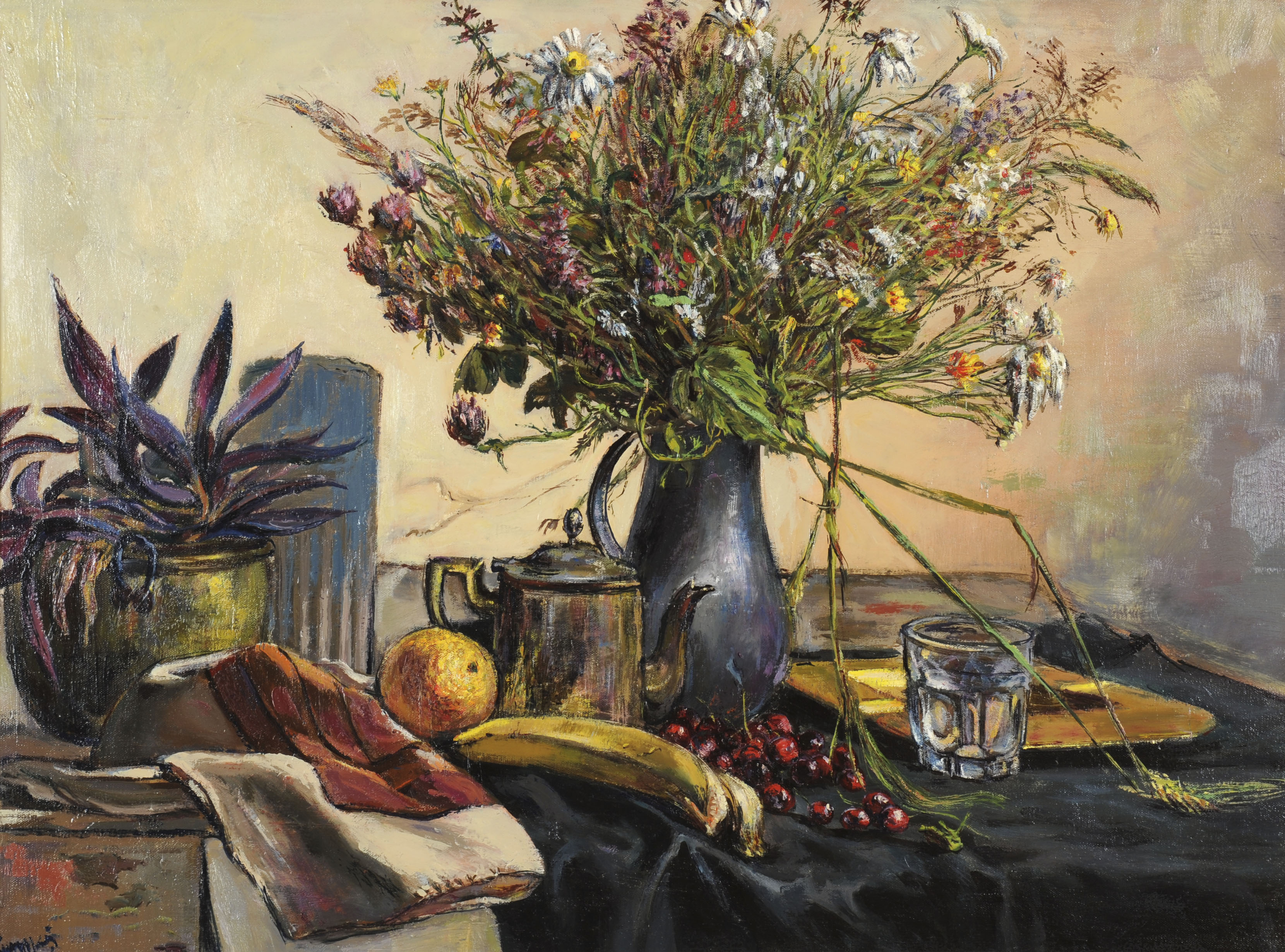
Stilleven (1984)